# Kate Starre
Katherine „Kate“ Starre (* 18. September 1971 in Perth) ist eine ehemalige australische Hockeyspielerin, die mit der Australischen Hockeynationalmannschaft 1996 und 2000 Olympiasiegerin war.

## Sportliche Karriere
Kate Starre trat in 220 Länderspielen für Australien an und erzielte 14 Tore. Kate Starres erstes großes Turnier war die Champions Trophy 1991. Insgesamt gewann sie viermal das Turnier 1991, 1993, 1995 und  1997.
Nachdem die Australierinnen bei den Olympischen Spielen 1992 nur den fünften Platz belegt hatten, gewannen sie bei der Weltmeisterschaft 1994 in Dublin den Titel mit einem 2:0 gegen die Argentinierinnen. 1996 bei den Olympischen Spielen in Atlanta trafen die Australierinnen im Finale auf die Südkoreanerinnen und gewannen den Titel mit 3:1.
Bei der Weltmeisterschaft 1998 in Utrecht bezwangen die Australierinnen im Finale die Niederländerinnen mit 3:2. Vier Monate später fanden in Kuala Lumpur die Commonwealth Games statt, im Finale siegten die Australierinnen mit 8:1 gegen die Engländerinnen. 2000 fanden die Olympischen Spiele in Sydney statt. Im Finale gegen die Argentinierinnen siegten die Australierinnen mit 3:1.